# Sisimiut

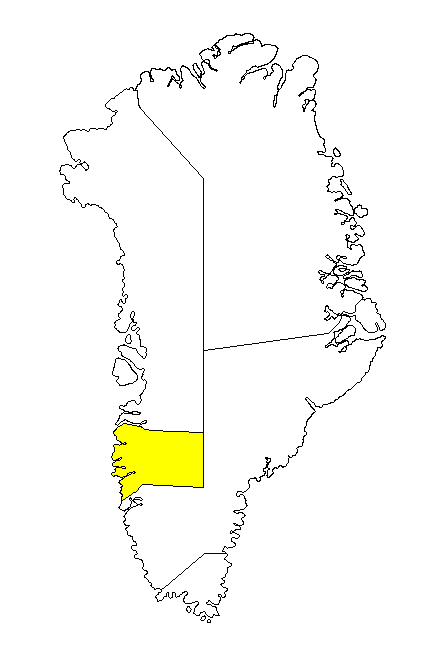
Comune di Qeqqata, dove si trova Sisimiut

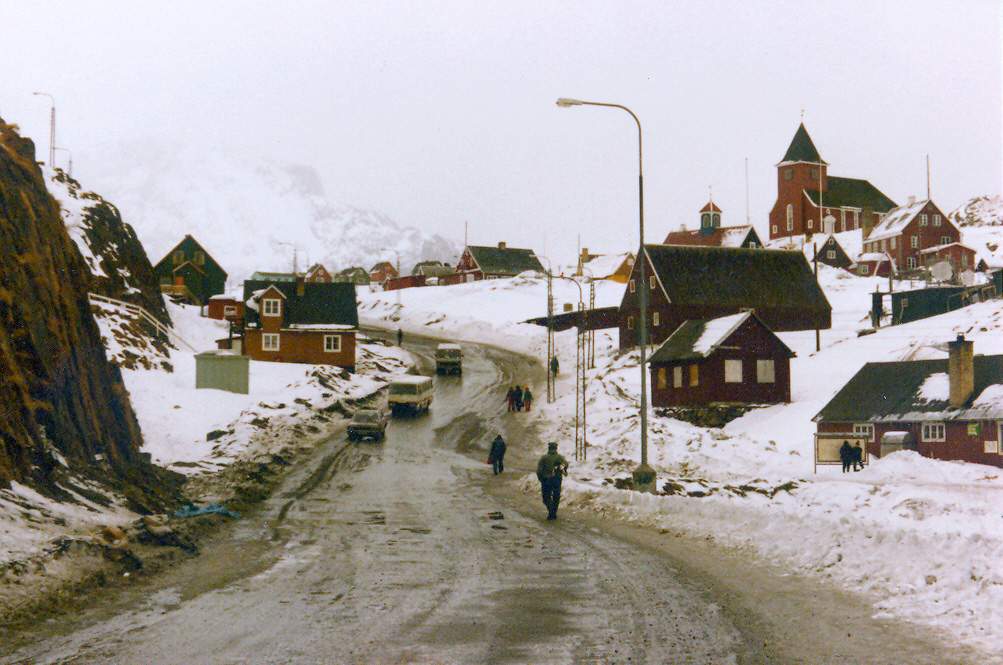
Sisimiut intorno al 1980

Sisimiut (talvolta chiamato con il vecchio nome danese Holsteinsborg che significa villaggio degli [abitanti] degli Holstein, tuttora parte della Germania) è la seconda città della Groenlandia per grandezza dopo la capitale Nuuk (ha infatti 5 400 abitanti); si trova poco sopra il Circolo polare artico, nel comune di Qeqqata. È il porto più settentrionale della costa occidentale e grazie all'influsso della Corrente del Golfo è sempre libera dai ghiacci, il che permette un'attività navale costante; qui si trovano edifici storici, la chiesa in legno più antica dell'isola (risalente al 1775) e un interessante museo sul primo popolo, la cultura Saqqaq dal 2500 al 500 a.C. Le attività principali sono la caccia e la pesca; un tempo da qui si partiva per la caccia alle balene. È la città della Groenlandia più a sud ad avere dei cani da traino.
Sisimiut fu anche a capo di un comune, il comune di Sisimiut. Questo comune fu fondato il 18 novembre 1950, e fu abolito il 1º gennaio 2009 con l'entrata in vigore della riforma che rivoluzionò la suddivisione interna della Groenlandia; dopo la riforma, il comune di Sisimiut si fuse con quello di Maniitsoq a formare l'odierno comune di Qeqqata.

## Cultura
Nella città si trova il Museo di Sisimiut, che contiene manufatti degli antichi insediamenti della cultura Saqqaq vicino alla città.

## Amministrazione

### Gemellaggi
- Albertslund
- Klaksvík
- Whitstable, collaborazione